# 구미호뎐 1938
《구미호뎐 1938》은 2023년 5월 6일부터 2023년 6월 11일까지 방송되었던 tvN 토일 드라마였다.

## 기획 의도
1938년 혼돈의 시대에 불시착한 구미호가 현대로 돌아가기 위해 펼치는 K-판타지 액션 활극

## 제작진

### 제작사
- 스튜디오드래곤
- 하우픽쳐스
- 플러스엠엔터테인먼트

### 제작
- 박진형
- 손재성

### 극본
- 한우리 : OCN 《작은 신의 아이들》(집필), tvN 수목 드라마 《구미호뎐》(집필) 집필

### 연출
- 강신효 : SBS TV 《SBS 오픈드라마 남과여》(공동 연출), SBS 수목 드라마 《순수의 시대》(공동 연출), SBS 아침 드라마 《청혼》(연출), SBS 수목 드라마 《올인》(책임 프로듀서), SBS 주말 특별 기획 드라마 《백만장자와 결혼하기》(연출), SBS 수목 드라마 《불량가족》(공동 연출), SBS 금요 드라마 《연인이여》(연출), SBS 월화 드라마 《타짜》(공동 연출), SBS 월화 드라마 《마이더스》(공동 연출), SBS 수목 드라마 《상속자들》(공동 연출), OCN 《작은 신의 아이들》(공동 연출), tvN 수목 드라마 《구미호뎐》(공동 연출) 연출
- 조남형 : tvN 수목 드라마 《구미호뎐》(공동 연출), OCN 《우월한 하루》(연출) 연출

## 등장 인물
- (†) 표시는 드라마 상에서 최종적으로 사망한 인물이다.

### 주요 인물
- 이동욱 : 이연 역 - 구미호

‘내가 불시착한 그곳이 지옥이라도 상관없었다, 재래식 화장실만 아니라면.’ 온수 샤워가 별천지이던 시절. 마주치는 이들은, 머리에 이와 서캐를 바글바글 얹고 다녔고, 가는 곳마다 새까맣게 빈대가 들끓었다. 1938년은 ‘의외로 결벽증’인 그를 충격적인 위생 실태로 맞이했다. 게다가. 와이파이 없다. 민트초코 아이스크림 없다. 뭣보다, 사랑하는 지아가 곁에 없다. ‘돌아가야 한다. 내가 살던 그곳으로.’ 그런데, 이놈이고 저놈이고 이연의 발목을 잡는다. 그를 죽자고 짝사랑한 여인이. 한때 둘도 없던 벗이. 그리고 잃어버린 동생, 이랑. 다시 만난 이랑에게, 이연은 자신이 미래에서 왔단 사실을 말해주지 않는다. 그들이 다시 형제가 됐다는 사실도. '계속 미워해라. 마음을 열면 니가 다친다. 다시는... 나를 위해 죽지 마라.' 사실 이연은 식민지 경성의 풍경을 제대로 본 적이 없다. 그 시절, 그는 아편중독이었으니까. 자신의 흑역사를 대신해, 이연은 시대의 격랑에 분연히 몸을 던진다. 조선의 '마지막 산신'으로서. 총독부의 반격이 만만치 않았지만, 놈들이 간과한 게 하나 있다. '지켜야할 연인이 없는' 시대의 그는 우리가 아는 것보다 훨씬 무자비하단 것.
바야흐로 사냥의 시간이다.
- 김소연 : 류홍주 역 - 묘연각의 주인이자, 전직 서쪽산신.

경성 최고급 요릿집 묘연각. 이곳엔 이상하게도 '늙지 않는다'는 소문이 도는 여인이 있다고. 절세가인이자 불세출의 예인(藝人)인 그녀를 품어보고자 앓는 사내들만 한 트럭. 그런데... '저와 술을 겨루어 이기신다면 이년을 가지시지요.' 그 가녀린 몸 어디로 술이 들어가는 걸까. 장정 몇이 덤벼도 꺾지 못하는 말술이다. 이름에 술 주(酒)자를 쓰는 것은 우연이 아닐 터. 게다가 아무도 모르지만 그녀, 어마어마한 괴력의 소유자다. 홍주의 정체, 이연과 더불어 한반도를 다스리던 4대 산신 중 하나다. 본체는 천연기념물이자 멸종위기 2급 수리부엉이. 야생의 제왕이라 불리는 대형 맹금류가 묘연각에 들어앉은 이유. '아... 지루해. 뭐 재밌는 일 없나?' 산신의 금기란 금기는 다 어기고, 탈의파한테 붙들려 지옥형에 처해진 것도 어디 한 두 번이어야지. 주위엔 사람 바글바글하지만, 친구 하나 없다. '저보다 약한 것들'하곤 친구 따위 안 한다는 신조 때문. 실은, 조금 외로웠을지도 모른다. 그런 그녀의 눈에 돌연 생기가 돈다. '이연?!!!' 먼 옛날, 처음 만난 그 순간부터 이연에게 말했다. '너, 내 꺼 해라.' 그리고 까였다. 도도하기 짝이 없던 구미호가, 인간여자 따위에게 푹 빠졌단 풍문을 듣고 진노했는데.
이연이 제 발로 묘연각에 나타났다?!! 한 번 목표한 것은 절대 놓치지 않는 그녀다. 내 것이 아니 된다면 죽일 것이다.
- 김범 : 이랑 역 - 인간과 구미호 사이에서 태어난 혼종 반인반호

형과 원수가 되고, 산송장이나 다름없이 산야를 떠돌았다. 누군가, 이랑을 습격했다. 터전 잃은 늑대들이 둔갑한 한 무리의 마적 떼였다. 하필 우울증 걸린 반인반호를 건드린 마적 떼 두목, 단칼에 목이 날아갔음은 물론이다. ‘모조리 독수리 밥으로 만들어주마.’ 한데, 우두머리를 잃은 그들, 이랑에게 무릎을 꿇고 있다?! 그렇게 이랑은 30년대를 마적단 두목으로 살았다. 그들이 지나간 자리엔, 시체도 안 남는단 풍문이 돌만큼 냉정한 살인귀가 되어. 그런 이랑 앞에 죽도록 미워하는 형이 나타났다. ‘죽어!!!’ 피 튀기는 일전 끝에, 이연에게 붙들려 이발소와 양품점 끌려 다니며 제법 모던보이로 다시 태어난다. 하지만 이랑의 눈에 ‘곁에 있는 이연’의 정체, 의심스럽기만 한데. 나중에 알게 되지만, 세상에!! 미래에서 왔단다. '미래의 나는 살아있나? 어떤 꼴로 살아가고 있지?' 왜일까, 형의 눈에 짙은 슬픔이 어룽거린다. 그리고 '이랑의 첫사랑'. 누가 여우 아니랄까봐 목숨을 내건, 그의 처음이자 마지막 사랑. 하필이면 상대가 ‘인어’다. ‘우리 집안에 해산물은 절대 안 된다’고 시어머니 노릇하며 놀려대는 이연 때문에 미칠 지경.
이랑은 여전히 서툴고 거칠지만 불완전한 그녀의 다리에 보폭을 맞춰 조금 느리게 걷는 법을 배우고, 노래하는 그녀를 위해 피아노를 연주하며, 88개의 건반이 생각보다 많은 화음을 만들어 낸다는 것을 알게 될 것이다.
- 류경수 : 천무영 역 - 홍백탈, 전직 북쪽산신.

‘삼도천 수호석’을 훔쳐 과거로 달아난 수수께끼의 홍백탈. 이연을 1938년에 가둬버린 당사자이기도 하다. 이연과 전면전을 벌여도 밀리지 않는 무공에, 뛰어난 의술실력, ‘불’을 다스리는 능력까지, 홍백탈 너머 그의 진짜 정체는?! 전직 ‘북쪽산신’. 본체는 백두산 호랑이다. 과거, 4대 산신 중 가장 온화하기로 이름난 것이 북쪽산신이었다. 살아 숨 쉬는 것이라면, 풀 한 포기도 아끼던 그였다. 하지만 지금, 무영은 변했다. 사람을 잔인하게 이용하고, 필요하면 요괴로 만들고, 이랑을 도륙하기도 한다. 이연을 잡을 수만 있다면. 그를 약하게 만드는 건 오직 하나. ‘홍주’뿐이다. 무영은 언제나 홍주의 뒷모습을 보고 있었다. 홍주는 늘 이연을 바라보고 있었다. 이연만 바라보았다. 그래도 무영은 둘을 사랑했고, 공평하게 아꼈다. 한때 셋은 ‘둘도 없는 벗’이었으니까. 그런 그가 이연을 노리는 이유는 뭘까. ‘친구에서 적’으로. 누구보다 서로를 잘 아는 그들의 피할 수 없는 승부가 기다리고 있다.

### 이연 주변 인물
- 황희 : 구신주 역 - 토종여우, 이연의 오른팔.

이연과 함께 미래에서 왔다. 타임슬립과 동시에 징용을 당한 것도 모자라, 웬 마적단에게 전 재산을 털린다. 온갖 고초 끝에 경성에 돌아왔지만, 경성은 넓고 이연의 행방은 묘연했다. 냉면집 배달알바로 근근이 살아가는데, 기분 탓일까. 배달 도중 이연님을 본 것만 같다?! 아내와 똑같이 생긴 인간여자를 지켜주며, 그녀의 독립운동을 돕는다.
- 김용지 : 선우은호 역 - 선우일보 기자

정체를 감춘 독립 운동가이자 폭발물 전문가, 이름난 재력가의 딸이지만, 하나뿐인 언니가 총독부 관료에게 시집갔다가 목을 맨 후, 광복의용대원이 됐다. 덕분에, 온갖 사건사고의 목격자이자 당사자가 되어 이연 일행과 얽힌다. 한데 ‘이것들은 뭔데 이렇게 나를 지키려고 난리지?’ 은호는 모른다. 자신의 얼굴, 신주의 아내와 놀랄 만큼 닮아있다는 걸.
- 김수진 : 복혜자 역 - 우렁각시

경성 한복판에 자리한 '오복양품점'의 주인, 주 고객은 경성의 내로라하는 부호들과 일본인 사모님들이다. 하지만 이곳은 '광복의용대 경성 제4지부' 비밀 아지트. '명색이 조선요괴인데, 나라 뺏기고 손가락만 빨고 있을 순 없잖니.' 만주로 가는 군자금 대부분이 우렁각시의 손에서 움직인다.

### 류홍주 주변 인물
- 한건유 : 유재유 역 - 홍주의 경호원

그림자처럼 홍주 곁을 지키는 충직하고 과묵한 사내, 본체는 ‘토종 진돗개’로, 천연기념물 53호란 사실에 은근히 자부심을 갖고 있다. 홍주의 안전을 제외하곤 그 어떤 관심도 없다.
- 김주영 : 매화 역 - 묘연각의 기생

어린 시절, 길에서 동냥을 하다 홍주에게 거둬졌다. 홍주를 무조건적으로 믿고 따르며, 묘연각의 안살림을 책임지고 있다.
- 나현 : 난초 역 - 묘연각의 기생

'젊고, 잘생기고, 비싼 문화주택 가진' 남자가 이상형이다. 가야금 타는 솜씨가 일품. 머리는 좀 나쁘지만, 여리고 정이 많다.
- 강나언 : 국희 역 - 묘연각의 기생

아들만 다섯인 집안 막내딸로 태어나 피죽도 제대로 못 먹고 자랐다, 식탐이 심해서 손님상에서 자주 안주를 훔쳐 먹는다.
- 주예림 : 죽향 역 - 묘연각의 기생

아버지에게 버림받은 어린 소녀, 뜻밖에, 천재적인 두뇌로 하나를 가르치면 열을 아는 수재다.

### 이랑 주변 인물
- 우현진 : 장여희 역 - 인어

낮에는 양품점 직원, 밤에는 클럽 파라다이스의 이름 없는 가수로 투잡을 뛰는 생활력 만렙 인어 아가씨, 그녀는 경성이 좋았다. 구락부의 반짝이는 불빛. 자신의 노래를 들어주는 사람들. 뭣보다 '구경거리가 될 건지, 가수가 될 건지 둘 중 하나만 해' 차갑게 말하며 그녀 인생에 뛰어든 이랑을 만났으니까.
- 조달환 : 마적단의 부두목 역

### 내세출입국 관리사무소
- 김정난 : 탈의파 역 - 내세 출입국관리사무소 넘버1

탈의파는 그 어느 때보다 바빴다, ‘낡은 것, 옛 것’이 가차 없이 버려지던 시대. 부정한 것들을 묻어둔 땅은 ‘문화주택’ 건설 붐으로 파헤쳐졌고, 잊혀 가는 토착신들은 분노를 감추지 않았다. 들끓는 이승을 통제하느라 눈코 뜰 새 없는 와중에 가끔 사무실을 빠져나왔다. 경성에 ‘극장’이 생겼기 때문이다.
- 안길강 : 현의옹 역 - 내세 출입국관리사무소 넘버2

이 무렵, 현의옹은 하늘같은 마누라에게 처음으로 ‘개겼다’. 인간사에 함부로 개입하지 말라는 탈의파의 경고에도, 조선 독립운동을 지원. ‘그레고리 현’이라는 가명으로 암약한다. 삼도천 문지기로서 헤아릴 수 없는 죽음을 봐왔지만, 이건 아니다 싶었다. 전쟁에, 고문에, 강제노역... 그렇게 함부로 짓밟히라고 태어난 목숨들이 아니었으므로.

### 조선총독부
- 하도권 : 가토 류헤이 역 (†) - 총독부 경무국장

말 한 마디로, 종로경찰서장 목을 날릴 수 있는 총독부 최고 권력자 중 하나. 정한론의 기수들을 배출한 조슈 번 출신, 엘리트 관료로만 알려져 있지만. 그의 정체, 노회한 일본요괴 다이텐구다.
- 임지호 : 사이토 아키라 역 - 총독부 경무국 보안과 요원

다부진 체격, 사람 속을 꿰뚫어 보는 듯한 눈빛. 사무라이 정신으로 꽉 찬 일본요괴. 경무국장의 수족으로, 사람행세를 하며 조선을 탄압하는데 앞장선다.

### 그 외 인물
- 김승화 : 유키 역
- 이재용 : 선우찬 / 타와라 쇼 역 - 은호의 아버지, 세이코의 남편.
- 박현정 : 세이코 역 - 은호의 어머니, 선우찬의 아내.
- 정수교 : 정대승 역
- 박예린 : 류홍주 아역
- 김영웅 : 업신 수호자 역
- 조민호 : 업신 역
- 이상경 : 측신 역
- 김유하 : 새타니 역
- 임기홍 : 오도전륜대왕 역
- 고건한 : 장산범 역
- 류승국 : 일본군 대좌역
- 심희섭 : 천호영 / 태초의 산신 역
- 미상 : 운전사 역
- 미상 : 토착신 역
- 미상 : 독립운동가 역
- 정선철 : 뉴도 역
- 이규호 : 오오가마 역
- 정재원 : 우시우치보 역 - 일본의 요괴.
- 서영주 : 사토리 역
- 박정언 : 제석신 역 -조선의 토착신 중 한 분. 조상신이다.

### 특별 출연
- 김영훈 : 삼천갑자 동방삭 역 (†) (1회)
- 황석정 : 최승자 역 (2회)
- 안재모 : 야인시대 김두한 역 (7회)
- 김법래 : 독각귀 역 (8회)
- 조보아 : 남지아 / 이아음 역 (12회)

## 시청률
최저 시청률과 최고 시청률은 시청률 조사회사와 지역별로 시청률에 차이가 있을 수 있습니다.
| 2023년 | 2023년   | 2023년             | 2023년     | 2023년       |
| 회차   | 방송일   | 부제 (서브 타이틀) | AGB 시청률 | AGB 시청률   |
| 회차   | 방송일   | 부제 (서브 타이틀) | 한국(전국) | 서울(수도권) |
| ------ | -------- | ------------------ | ---------- | ------------ |
| 1회    | 5월 6일  | 형제, 1938         | 6.463%     | 7.409%       |
| 2회    | 5월 7일  | 아름다울 美        | 7.129%     | 8.303%       |
| 3회    | 5월 13일 | 새타니             | 5.233%     | 5.808%       |
| 4회    | 5월 14일 | 업동이             | 6.682%     | 7.606%       |
| 5회    | 5월 20일 | 업동이Ⅱ            | 5.533%     | 6.656%       |
| 6회    | 5월 21일 | 구석놀이           | 6.860%     | 8.116%       |
| 7회    | 5월 27일 | 장산범             | 5.324%     | 6.249%       |
| 8회    | 5월 28일 | 토착신들           | 6.736%     | 7.983%       |
| 9회    | 6월 3일  | 반도호텔           | 4.988%     | 6.155%       |
| 10회   | 6월 4일  | 시니가미 용병단    | 6.625%     | 8.196%       |
| 11회   | 6월 10일 | 덫                 | 4.728%     | 5.475%       |
| 12회   | 6월 11일 | 조선의 마지막 산신 | 8.024%     | 9.102%       |

## 참고 사항
- 김소연, 주예림은 KBS 2TV 주말 드라마 《세상에서 제일 예쁜 내 딸》 이후 4년 만에 재회하여 캐스팅 되었다.
- 김소연, 하도권은 SBS 금요 드라마 《펜트하우스 3》 이후 2년 만에 재회하여 캐스팅 되었다.
- 김소연, 류경수, 김법래는 MBC 수목 드라마 《투윅스》 이후 10년 만에 재회하여 캐스팅 되었다.
- 류경수, 정재원은 영화 《인질》 이후 2년 만에 재회하여 캐스팅 되었다.
- 정재원, 이규호는 tvN 금토 드라마 《안투라지》 이후 7년 만에 재회하여 캐스팅 되었다.